# Isolamento galvanico

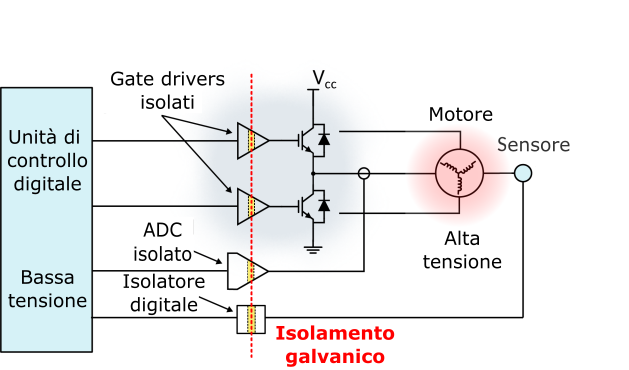
Schema di un sistema elettrico con isolamento galvanico

L'isolamento galvanico, anche noto come separazione galvanica, è una tecnica di condizionamento del segnale elettrico che si pone come obiettivo principale quello di impedire uno spostamento diretto dei portatori di carica tra parti di un circuito con differenti specifiche operative, implementando però un protocollo di comunicazione che ne consenta l'interazione reciproca sicura ed efficiente, in termini di scambio di energia o informazione. Più precisamente, queste ultime possono essere scambiate tra le sezioni isolate attraverso mezzi come l'accoppiamento capacitivo, induttivo, ottico o meccanico.
L'isolamento galvanico ha una vasta applicabilità, il che lo rende indispensabile in vari ambiti applicativi con scopi sia funzionali che di sicurezza. Dal punto di vista funzionale viene utilizzato quando due o più circuiti elettrici devono comunicare tra loro ma i rispettivi riferimenti a massa sono a potenziali diversi a causa, ad esempio, di una separazione fisica. L'isolamento galvanico è, in tal caso, un metodo efficace per interrompere le correnti di terra indesiderate tra due unità, prevenendo quindi interferenze di modo comune o altri disturbi legati alla presenza di anelli di massa. L'isolamento galvanico viene inoltre utilizzato per motivi di sicurezza, salvaguardando sia i circuiti che i loro utilizzatori da scosse elettriche accidentali e possibilmente fatali dovute a guasti o fattori esterni.
Il termine isolamento galvanico è stato coniato in relazione alle ricerche condotte sulle proprietà elettriche dei tessuti animali, condotte nel XVIII secolo dallo scienziato italiano Luigi Galvani.

## Metodi d'implementazione

### Accoppiamento induttivo

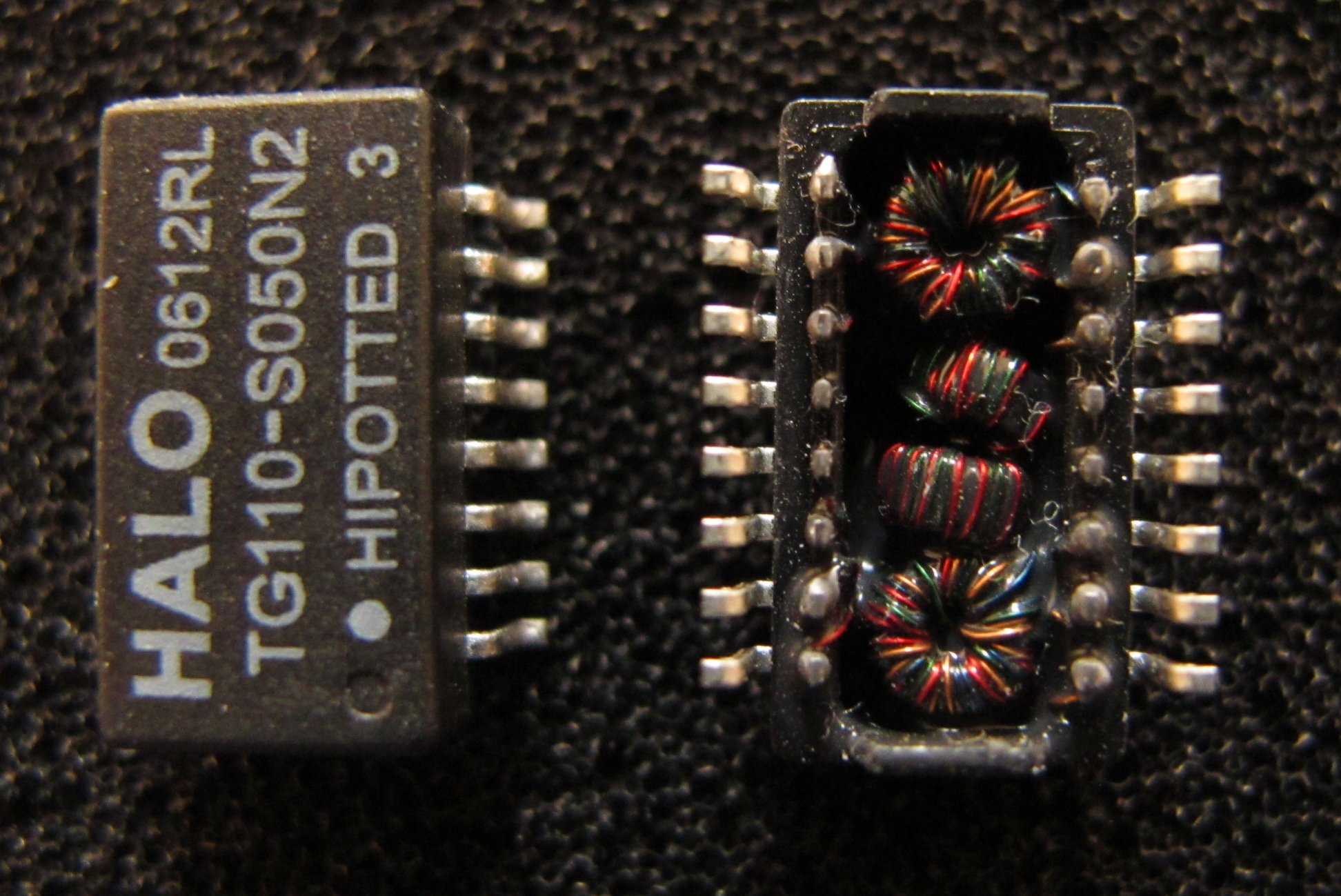
Esempio di trasformatore discreto

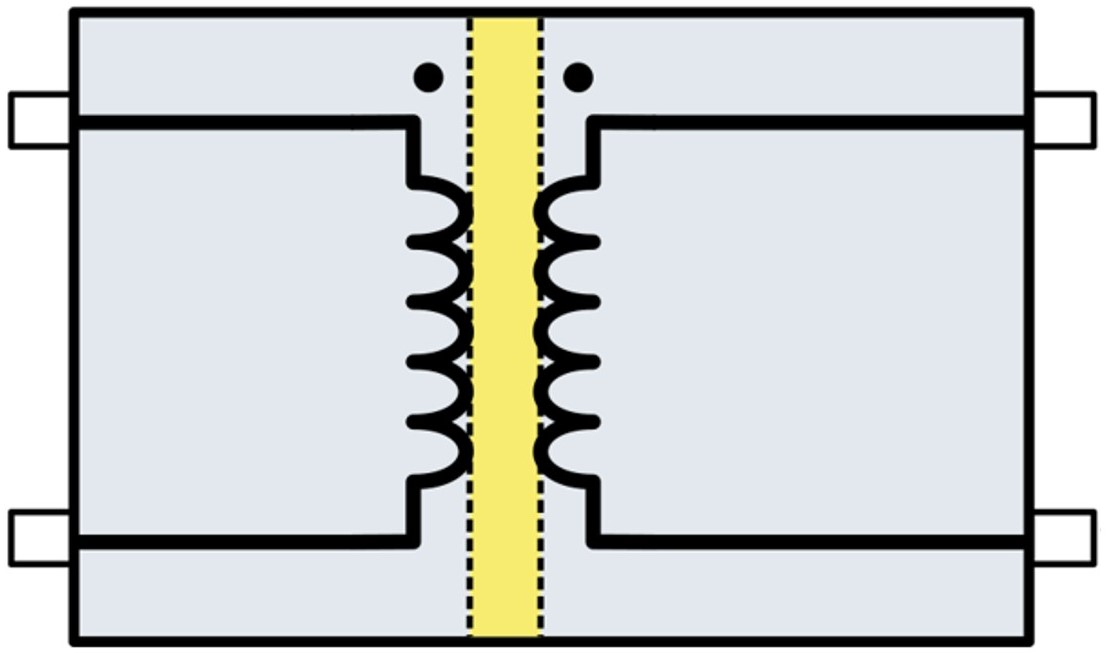
Isolamento galvanico ottenuto tramite accoppiamento induttivo

L'accoppiamento induttivo rappresenta una tecnica utilizzata per ottenere l'isolamento galvanico tra circuiti o parti di essi sfruttando il flusso di un campo magnetico attraverso bobine o avvolgimenti induttivi. Questa metodologia consente il trasferimento di energia o segnali elettrici senza la necessità di un collegamento fisico tra le componenti coinvolte e senza la condivisione del riferimento a massa.
Per implementare questa soluzione, vengono impiegati due o più avvolgimenti posti in prossimità l'uno dell'altro. Tra questi, si identifica un avvolgimento primario che, grazie al passaggio di corrente alternata, genera un campo magnetico variabile nelle sue vicinanze. Quest'ultimo, a sua volta, induce una corrente negli avvolgimenti secondari, consentendo il trasferimento di segnali oppure di potenza, utilizzabile per alimentare quanto connesso a valle.
L'efficienza nel trasferimento dell'energia, che può essere anche molto elevata, dipende da diversi fattori, tra cui la distanza e l'allineamento delle bobine, il numero di spire degli avvolgimenti e le proprietà magnetiche dei materiali utilizzati: richiede pertanto una progettazione attenta e una selezione scrupolosa dei componenti. Il problema principale nell'accoppiamento induttivo è la suscettibilità ai campi magnetici esterni, che possono costituire una fonte di rumore addizionale al punto da richiedere, per alcune applicazioni, l'adozione di schermature verso campi esterni. Secondariamente si riporta come i trasformatori abbiano anche una banda operativa limitata, rendendo necessaria una fase di processing di segnali in ingresso lenti per consentirne il corretto utilizzo.
Per applicazioni in alta tensione è possibile definire inoltre la tensione di rottura dell'isolamento o tensione di breakdown come la massima differenza di potenziale che può essere applicata tra gli avvolgimenti senza compromettere l'isolamento. Questa grandezza viene espressa in kiloVolt ed è specificata da standard industriali che variano a seconda del campo di applicazione specifico.

### Accoppiamento ottico

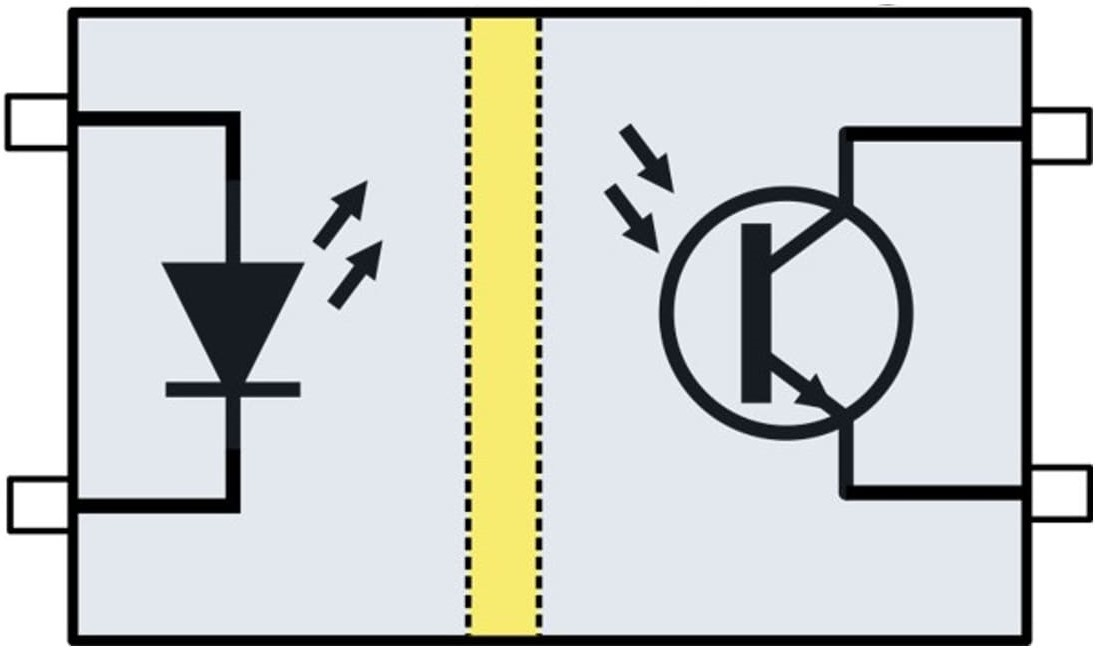
Isolamento galvanico ottenuto mediante accoppiamento ottico

L'accoppiamento ottico viene impiegato per realizzare l'isolamento galvanico, permettendo così la trasmissione di informazioni o energia tramite onde luminose, ossia fotoni.
I dispositivi utilizzati in questo approccio sono noti come optoisolatori e sono costituiti da una coppia di componenti:
1. Un fototrasmettitore, come un diodo a emissione luminosa (LED), che è responsabile dell'emissione di una componente luminosa in risposta a uno stimolo elettrico.
2. Un fotorivelatore, il cui scopo è rilevare la luce emessa dal fototrasmettitore e generare un segnale elettrico utilizzabile da dispositivi collegati a valle; questo ruolo può essere assolto, ad esempio, da un fototransistor o da un fotodiodo.

Attraverso l'utilizzo combinato di questi due elementi, avviene dapprima la trasduzione di un segnale di natura elettrica in uno ottico e successivamente la sua riconversione nel dominio elettrico, consentendo l'implementazione della barriera isolante desiderata, che sarà costituita dal mezzo stesso in cui si propaga il segnale luminoso.
Tali soluzioni di separazione galvanica non solo impediscono lo spostamento diretto di corrente, ma creano anche una barriera efficace contro scariche elettriche indesiderate, consentono di ridurre i problemi di rumore elettronico, garantiscono un'elevata reiezione di modo comune e sono anche insensibili ad interferenze elettromagnetiche che possono invece affliggere altre soluzioni, come quella induttiva. D'altra parte, i principali svantaggi legati all'utilizzo di tali tecnologie sono un'elevata dissipazione di potenza, una limitazione in termini di velocità/banda ottenibili (limitata da quanto velocemente il LED può accendersi e spegnersi) ed infine la sensibilità al degrado dell'elemento fototrasmettitore.

### Accoppiamento capacitivo

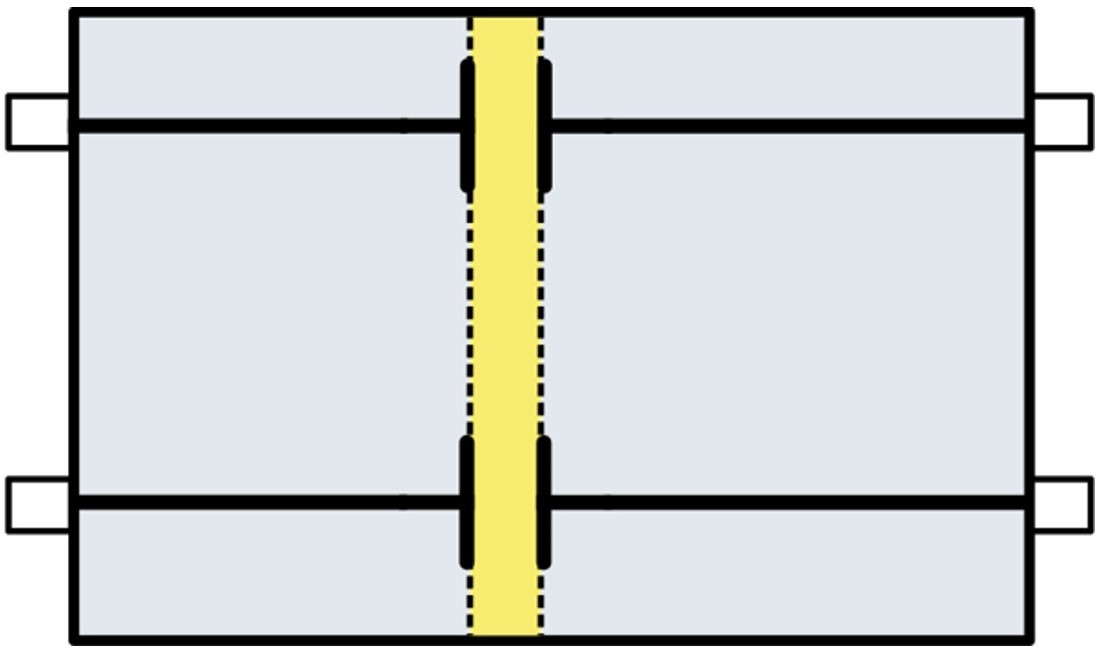
Isolamento galvanico ottenuto mediante accoppiamento capacitivo

L'accoppiamento capacitivo viene utilizzato per separare galvanicamente due circuiti distinti sfruttando come vettore per il trasferimento dell'informazione il campo elettrico. Questo metodo, infatti, prevede l'impiego di condensatori, i quali possono consentire lo spostamento di carica dovuta all'applicazione di tensioni alternate, bloccando però le componenti in continua.
Nell'accoppiamento in analisi, le due armature del condensatore vengono posizionate alle estremità dei circuiti da separare, in modo che l'applicazione di un segnale generi un campo elettrico che risulterà poi in una carica ai contatti. La variazione di quest'ultima consente il trasferimento, attraverso la barriera dielettrica, dell'informazione opportunamente modulata oppure della potenza, utilizzabile per scopi d'alimentazione.
L'accoppiamento capacitivo offre diversi vantaggi per applicazioni di isolamento galvanico. In primo luogo, la separazione elettrica tra i circuiti è ottenuta attraverso una barriera dielettrica, che impedisce il flusso diretto di portatori di carica e previene i rischi di scariche elettriche accidentali tra le parti coinvolte. Inoltre, questo tipo di accoppiamento non richiede l'utilizzo di induttori, consentendo una progettazione più compatta della circuiteria (requisito fondamentale nella realizzazione dei circuiti integrati) e garantisce un'immunità ai campi magnetici esterni, che rende queste soluzioni adatte all'impiego in ambienti con diversi disturbi del genere.
Tuttavia, va riportato come l'accoppiamento così ottenuto possa essere influenzato da variazioni delle proprietà dielettriche dei materiali nonché dalla distanza tra i condensatori, richiedendo particolare attenzione nelle fasi di progettazione. Inoltre, in determinate condizioni, il condensatore può danneggiarsi e diventare un cortocircuito esponendo gli utilizzatori e la circuiteria connessa a rischi; a questo proposito esistono delle particolari classi di condensatori che prevengono tali eventualità (capacitori di classe X). Infine si riporta come, a differenza dell'accoppiamento induttivo, in questo caso il segnale e il rumore elettrico condividono lo stesso percorso di propagazione, implicando una scelta accurata delle frequenze operative per evitare un deterioramento eccessivo nella trasmissione dell'informazione.

### Effetto Hall
L'effetto Hall rappresenta una tecnica che può essere impiegata per realizzare l'isolamento galvanico tra due circuiti. Questa soluzione si basa sull'utilizzo di un sensore, noto come sensore Hall, che viene collocato in prossimità di un conduttore, attraversato a sua volta da una corrente elettrica. La corrente genererà un campo magnetico che attraversando il sensore, produce in esso una differenza di potenziale, chiamata tensione di Hall. Quest'ultima può quindi essere sfruttata per la trasmissione dei segnali elettrici tra i due circuiti separati, utilizzando una tecnica di modulazione.
L'impiego di questa soluzione offre come vantaggi il fatto di non utilizzare fotoemettitori, il cui impiego nel tempo ha dei limiti posti dall'usura degli stessi, e di non richiedere il bilanciamento delle correnti in continua, problema proprio delle soluzioni ad accoppiamento induttivo.

### Relè

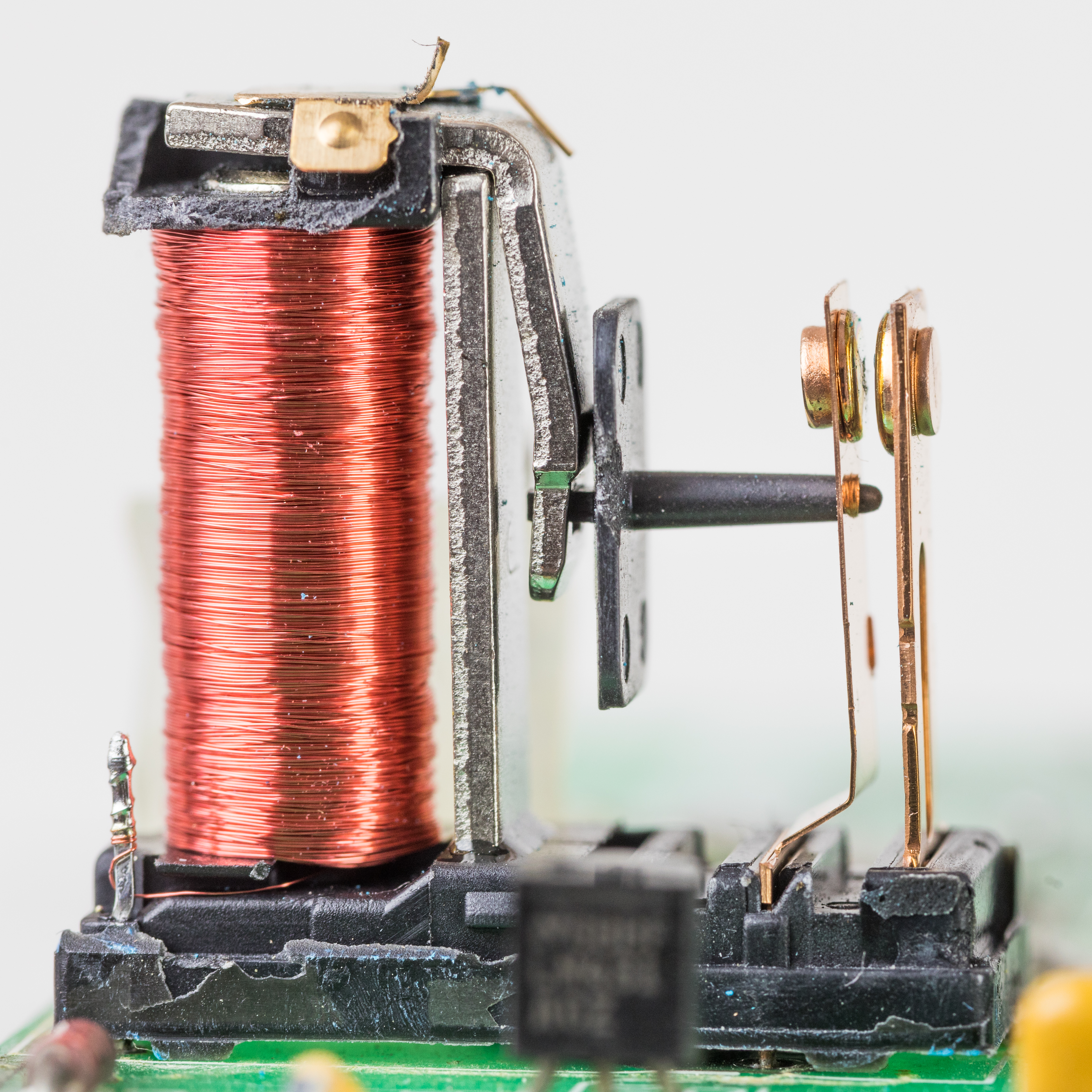
Un relè (Delta Electronics DPS-350FB A - board 1 - OEG SDT-SS-112M)

L'isolamento galvanico tramite relè è un metodo utilizzato per separare e proteggere i circuiti elettrici. I relè sono dispositivi elettromeccanici che consentono il controllo di un circuito da parte di un altro, in assenza di una connessione diretta tra i due. Nello specifico, l'isolamento galvanico tramite relè si basa sul principio di funzionamento dei componenti stessi alla base, ossia sull'interazione tra l'avvolgimento di controllo ed il contatto meccanico. Accade infatti che quando una corrente viene applicata all'avvolgimento di controllo, si crea un campo magnetico che attrae il contatto meccanico, permettendo il passaggio della corrente nel circuito connesso a valle.
Questo meccanismo di funzionamento offre un'efficace separazione galvanica tra il circuito di controllo e il circuito di carico, permettendo la trasmissione dell'informazione tramite una modulazione del segnale di controllo.

## Applicazioni
L'isolamento galvanico trova applicazione in diversi ambiti dove è necessario separare e proteggere circuiti elettrici. Uno dei settori principali in cui viene utilizzato è l'elettronica di potenza. In questa disciplina, l'isolamento galvanico è fondamentale per garantire la sicurezza degli operatori e prevenire danni alle apparecchiature. Ad esempio, gli inverter utilizzati nei sistemi di conversione di energia, come i pannelli fotovoltaici o gli alimentatori, richiedono l'isolamento galvanico per separare la parte di potenza da quella di controllo, evitando così il rischio di cortocircuiti o scosse elettriche.
Un altro ambito in cui l'isolamento galvanico è ampiamente utilizzato è quello delle comunicazioni elettriche. Qui, il trasferimento di segnali attraverso reti di telecomunicazione comporta spesso la necessità di collegare circuiti con differenti potenziali di terra. L'isolamento galvanico viene utilizzato per evitare interferenze elettriche e garantire una corretta trasmissione dei segnali senza danneggiare le apparecchiature o compromettere la qualità delle comunicazioni.
Nell'ambito dell'automazione industriale, l'isolamento galvanico è essenziale per garantire la sicurezza degli operatori e proteggere i sistemi di controllo e monitoraggio. La separazione galvanica è spesso utilizzata anche per evitare la formazione di anelli di massa, che possono causare disturbi elettrici indesiderati e critici per alcuni tipi di misurazioni, o malfunzionamenti nei dispositivi. Altri settori in cui l'isolamento galvanico trova applicazione includono la clinica, il settore automobilistico, l'aeronautica e la strumentazione di misura. Nell'ambito clinico, ad esempio, è fondamentale garantire l'isolamento tra il paziente e le apparecchiature mediche per prevenire il rischio di scosse elettriche, potenzialmente fatali, o interferenze indesiderate che possono peggiorare misurazioni sensibili. Nel settore automobilistico invece, l'isolamento galvanico è utilizzato per separare il sistema di alimentazione principale, o più in generale tutte le parti operanti ad alta tensione (ad esempio i motori elettrici), dai circuiti di controllo, che prevedono l'utilizzo di tensioni ridotte.

### Isolatori digitali
Gli isolatori digitali sono dispositivi elettronici integrati progettati per garantire un'adeguata separazione galvanica tra due parti di un sistema elettronico, consentendo la trasmissione di segnali digitali senza l'esistenza di un collegamento fisico diretto. Questi componenti svolgono un ruolo cruciale nel garantire l'integrità del segnale, prevenendo l'interferenza elettrica e minimizzando i rischi di danni dovuti a sovratensioni, cortocircuiti o problemi di terra.
Gli isolatori digitali sono ampiamente utilizzati in una vasta gamma di applicazioni, come l'industria automobilistica, l'automazione industriale, i sistemi di alimentazione, le telecomunicazioni e le apparecchiature medicali. Ad esempio, in un sistema di controllo industriale, un isolatore digitale può essere utilizzato per isolare un controllore logico programmabile (PLC) dai sensori e dagli attuatori del processo, garantendo che i disturbi elettrici o i guasti del sistema non si propaghino ad altre parti del sistema. Un altro esempio di utilizzo degli isolatori digitali si trova nelle interfacce di comunicazione tra diversi dispositivi, come i convertitori di livello di tensione. In queste applicazioni, l'isolatore digitale assicura che i segnali trasmessi tra dispositivi che operano a tensioni diverse siano adeguatamente isolati, prevenendo cortocircuiti o danni causati da sovratensioni.

## Certificazioni
Per garantire che gli apparecchi soddisfino gli standard di isolamento galvanico, vengono utilizzate certificazioni riconosciute a livello internazionale. Tra le principali organizzazioni di standardizzazione e testing che emettono tali certificazioni vi sono l'International Electrotechnical Commission (IEC), l'Underwriters Laboratories (UL), la Canadian Standards Association (CSA) e altre istituzioni simili. Queste organizzazioni definiscono gli standard tecnici e i requisiti di sicurezza specifici per l'isolamento galvanico in base all'applicazione e all'area geografica. Gli standard comunemente utilizzati includono l'IEC 60601 per le apparecchiature mediche, l 'IEC 60950 per l'informatica e le telecomunicazioni, l'UL 60950 per il Nord America e l'EN 60601 per il mercato europeo. Questi standard vengono applicati attraverso test rigorosi condotti sugli apparecchi elettrici al fine di verificare la loro conformità. Le certificazioni ottenute attestano che un dispositivo per isolamento galvanico è stato valutato in modo indipendente e rispetta gli standard di sicurezza specifici.

### Alcune prove per dispositivi per isolamento galvanico
I dispositivi per l'isolamento galvanico sono sottoposti a vari test al fine di garantirne l'affidabilità e la sicurezza. Questi test riguardano diversi aspetti dell'isolamento e comprendono, ad esempio, il test di resistenza a sovratensioni, il test di rilevazione di scariche parziali e altre prove di conformità. Queste ultime sono fondamentali per assicurare che i dispositivi, sulla base della tecnologia implementativa, soddisfino le specifiche di sicurezza e siano adeguati all'utilizzo previsto.

#### Test di resistenza a sovratensioni

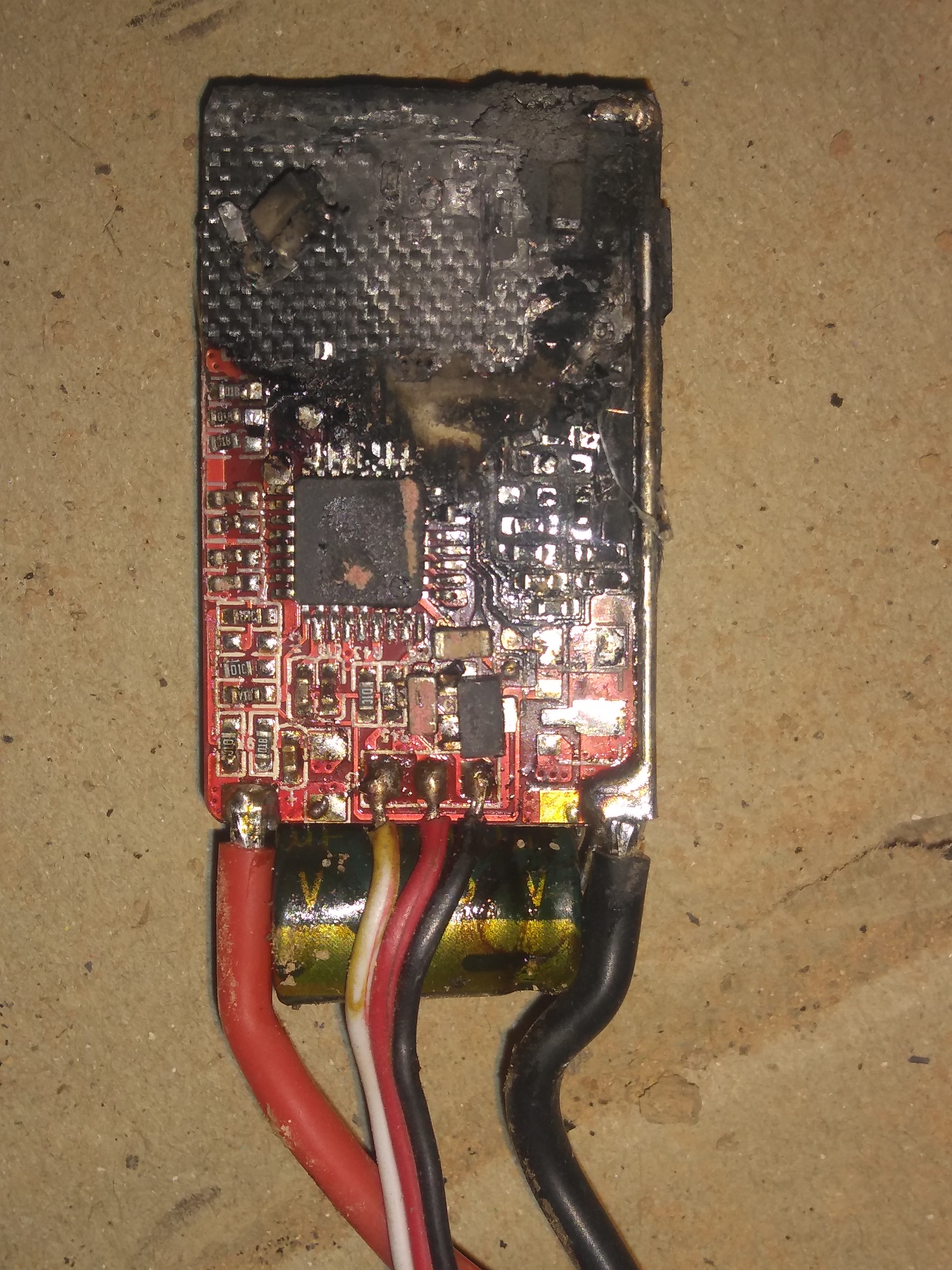
Foto di un circuito distrutto da un evento di sovratensione

Il test di sovratensione, noto anche come test di surge, è un processo utilizzato per valutare se un dispositivo è in grado di resistere a una tensione superiore a quella operativa senza rompersi e permettere una propagazione indesiderata dell'energia elettrica. Il test di surge è particolarmente importante per dispositivi sensibili come alimentatori, inverter, trasformatori e altre apparecchiature elettroniche. I risultati di questo test possono aiutare a identificare eventuali punti deboli nell'isolamento e consentire di prendere le misure necessarie per migliorare la sicurezza e la resistenza ai disturbi elettrici.

#### Test di resistenza all'umidità
L'isolamento galvanico può essere influenzato dall'umidità e dall'ambiente in cui il dispositivo opera. I test di resistenza all'umidità valutano la capacità del dispositivo di mantenere le sue proprietà di isolamento in condizioni di umidità elevate. Durante questi test, i dispositivi possono essere sottoposti a un ambiente umido o a una nebbia salina per un periodo di tempo specifico per verificare poi, in un memento successivo, la funzionalità e l'integrità dell'isolamento.

#### Test di rilevazione delle scariche parziali
Il test per le scariche parziali è una tecnica diagnostica utilizzata per valutare l'integrità degli isolamenti elettrici in dispositivi elettrici operanti ad alta tensione, come trasformatori, cavi, interruttori e motori. Durante il test per le scariche parziali, una tensione viene applicata al componente, mentre un sistema di rilevamento sensibile monitora eventuali scariche parziali. Questo test consente di identificare la presenza, la natura e l'entità di tali eventi, fornendo indicazioni sullo stato dell'isolamento e sulla sua capacità di sopportare carichi elettrici elevati senza guasti.

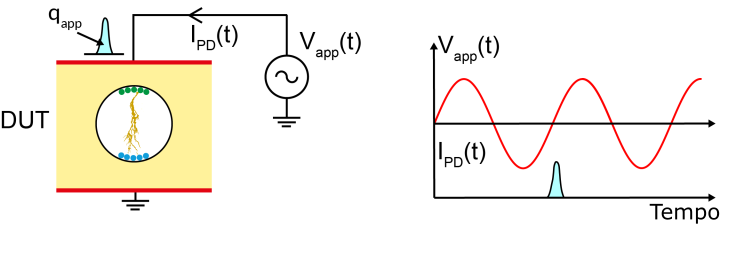
Esempio di test per rilevazione di scariche parziali